# Микола Шапаренко
Микола Шапаренко (укр. Микола Володимирович Шапаренко) украјински је фудбалер који игра на позицији нападача и тренутно наступа за Динамо Кијев и игра за национални тим Украјине.
Шапаренко је један од најмлађих играча који је постигао гол у украјинској Премијер лиги.

## Играчка каријера

### Клубови
Мариупољ
Шапаренко је своје прве фудбалске кораке направио у фудбалској школи ФК Иличивец Мариупољ.
Дебитовао је за Иличивец у Мариупољу као резервни играч у поразу од Шактара из Доњецка резултатом 6–2 у украјинској Премијер лиги 5. априла 2015. године.
Динамо Кијев
У јуну 2015. године, Шапаренко је потписао уговор са ФК Динамо Кијев. Након што је две сезоне играо за омладинске и резервне тимове Динама, дебитовао је за сениорски тим 18. новембра 2017. на стадиону Зирка, као замена у надокнади времена у победи над ФК Зирка Кропивњицки резултатом 2:0.

### Репрезентација
Дана 31. маја 2018. године дебитовао је за национални тим Украјине у пријатељској утакмици против Марока. Селектор Андреј Шевченко увео је Шапаренка у игру на почетку другог полувремена заменивши Виктора Коваленка. Меч је завршен без голова, 0:0.
Шапаренко је 1. јуна 2021. године био уврштен у коначан списак украјинске репрезентације за Европско првенство 2020. од стране тренера Андреја Шевченка. Играо је у пет утакмица на турниру, помогавши тиму да достигне четвртфинале.
Дана 4. септембра 2021. године постигао свој први гол за национални тим Украјине у ремију 1:1 против Француске, у квалификационом мечу за Светско првенство, снажним шутем изван шеснаестерца у леви угао гола. Свој други гол за репрезентацију је постигао 21. јуна 2024. године у победи над Словачком на Европском првенству 2024.